# Jean-Baptiste Aucler-Descottes
Jean-Baptiste Auclerc-Descottes est un médecin et homme politique français, né à Argenton-sur-Creuse le 11 mai 1737 et décédé à Argenton le 28 juillet 1826.

## Biographie
Jean-Baptiste Auclerc-Descottes est le fils de Gabriel Auclerc, sieur des Cottes, né à Argenton en  1702, marchand et échevin à Argenton, et de Madeleine Rollinat, née à Argenton en 1703, fille d'un procureur de la ville. Après ses études de médecine à Montpellier où il est reçu docteur le 9 février 1759, il s'installe à Argenton et y devient rapidement un médecin réputé. Il réanime et sauve en 1782 un enfant de 5 ans tombé dans une mare. Ce succès le rend célèbre. Le comté d'Argenton est alors un apanage du comte d'Artois, futur Charles X, qui choisit Auclerc-Descottes comme son médecin ordinaire dans le Berry.
Après la convocation des États généraux, Jean-Baptiste Auclerc-Descottes fait une campagne remarquée à Argenton et est élu le 28 mars 1789 député du tiers état de la généralité de Bourges, en même temps que Jérôme Legrand. Son nom ne se retrouve pas sur les procès-verbaux des débats, sauf pour la députation envoyée au roi après la mort du dauphin. Son mandat prend fin le 30 septembre 1791.
Il est nommé maire d'Argenton le 20 avril 1799 et le restera jusqu'au 2 mai 1814, date à laquelle il démissionne et est remplacé par François Robin de Scévole. Pendant ce long mandat, il réalise de nombreux travaux et laissera le souvenir d'un bon administrateur. Il est député de la ville au sacre de l'empereur. Le 26 janvier 1814, il reçoit le pape Pie VII qui fait étape à Argenton. Il est chargé en 1801 par le préfet de l'Indre de rédiger une étude historique sur Argenton et tiendra toute sa vie une chronique historique nationale et locale, Mémorial de la ville d'Argenton, publié en 1889 dans la Revue du Berry et du Centre et réédité par le Cercle d'histoire d'Argenton dans son numéro spécial  de 1986 consacré à Jean-Baptiste Auclerc-Descottes.
Auclerc-Descottes a inspiré le personnage principal du roman d'Alexandre Dumas, Le docteur mystérieux, sous les traits du Dr Jacques Mérey.
Il décède à 79 ans et repose à Argenton, où une rue porte son nom.